# Renske Nieweg
Renske Nieweg (Winsum, 2 april 1911 – Amersfoort, 12 april 2002) was een Nederlands idealiste, muziekpedagoge en inspirerend koorleidster.

## Jeugd
Renske Nieweg werd geboren als jongste dochter van de Winsumse predikant Jakob Nieweg (1877-1955), die later zijn ambt zou neerleggen en zich in 1919 te Amersfoort zou vestigen als kunstschilder. Zij had nog een broer Hein, en een zus Mintje. Vanaf haar achtste of negende jaar kreeg zij pianoles van een huisvriend van de familie Nieweg, de musicus Piet Tiggers (1891-1968). Die was ook de belangrijkste zang- en muziekleider van de in 1918 opgerichte Arbeiders Jeugd Centrale (AJC). Tiggers was daartoe door Koos Vorrink aangetrokken in deze sterk educatief gerichte jeugdorganisatie van de Sociaal-Democratische Arbeiderspartij (SDAP) en het Nederlands Verbond van Vakverenigingen (NVV) en bezig het muziekwerk op te bouwen. Dat deed hij vooral naar model van de Duitse zusterpartij.

## AJC: een socialistische cultuur opbouwen als ideaal
Zo leidde Tiggers onder meer vanaf 1925 het gezamenlijke zingen tijdens de Pinksterfeesten in het AJC-centrum 'De Paasheuvel' te Vierhouten. Ook verzorgde hij een aantal liedbundels, en in 1926 begon hij voor de AJC in Amsterdam een zangleiderscursus, 'De Wielewaal', waarin Renske al gauw meezong. Hij leidde bovendien iedere zomer de zangleiderscursus op de Paasheuvel, waar zijn vrouw Tine dan het volksdansen verzorgde. Het grote doel was de ontwikkeling van een nieuwe cultuur- en muziekpedagogie in de rode jeugdbeweging, om een geheel nieuwe socialistische cultuur te kunnen laten groeien. Vanuit dat idealistische standpunt koesterde hij ook ernstige bezwaren tegen wat toenmalige professionele muziekopleidingen nastreefden.
Zodra Renske in 1929 haar eindexamen hbs had gedaan aan het Baarnsch Lyceum betrok Tiggers haar bij zijn zomercursussen; zij was in 1929 lid geworden van de AJC.
Van 1930 tot 1940 was zij in die jeugdorganisatie op allerlei manieren landelijk actief als muziekleidster. Door Tiggers ervan afgehouden om naar het conservatorium te gaan - nog in haar laatste jaren hield zij hem dat na, ondanks haar grote bewondering voor wie zij toch altijd als haar belangrijkste leermeester gewaardeerd heeft - bereidde zij zich wel voor op het staatsexamen piano, dat zij in 1934 aflegde. Daarna volgde zij nog pianolessen van Nelly Wagenaar, Jan Odé en Hendrik Andriessen en ging zelf lesgeven; dat deed zij ook in blokfluitspel, waarin zij zichzelf als een van de eersten in Nederland had bekwaamd, nadat Tiggers in 1928 voor haar een blokfluit had meegenomen uit Duitsland. Ook daarover schreef zij artikelen in het AJC-kaderblad Het Signaal en in 1932 startte zij een blokfluitkwartet.

## Gehrels: Volksmuziekschool
In 1932 had Willem Gehrels (1885-1971) in Amsterdam de Volksmuziekschool opgericht, waar deze oud-onderwijzer, violist en koordirigent zijn al in 1929 ontworpen revolutionaire didactische methode in praktijk bracht. In zijn onderwijs was, zoals ook in de modernste Duitse muziekpedagogische opvattingen van die tijd, zingen een van de belangrijkste uitgangspunten.
Tijdens de oorlog behaalde Renske het Gehrels-diploma, en daarmee de later erkende officiële bevoegdheid voor haar onderwijsfunctie vanaf 1944; zij was al in 1943 door de toenmalige directeur van de Amersfoortse kweekschool voor onderwijzers gevraagd als muziekdocente, nadat die een door haar geleide zangavond had meegemaakt. Aan deze opleiding bleef zij verbonden tot haar pensionering in 1976. In Amersfoort heeft zij ook zelf jarenlang Gehrels-cursussen verzorgd. En nog na haar pensionering liet zij haar stem horen in het tijdschrift voor muzikale opvoeding van de Gehrelsvereniging "De pyramide".

## 1940: Volksliedcursus in Amersfoort
In 1940 richtte zij, onder het patronaat van Piet Tiggers (uit de rode...) en Jop Pollmann (1902-1972), neerlandicus die al jaren actief was in de roomse jeugdbeweging) de Amersfoortse afdeling op van een wat fossiele Koninklijke Vereeniging Het Nederlandsche Lied, opgericht in 1904, en sinds 1930 bestuurd door onder anderen Louis Rudolph Jules ridder van Rappard (1906-1994).
Deze Van Rappard, een uitermate autoritaire en rechtse figuur, maar zéér nationalistisch, Oranjegezind en anti-Duits, zag, gesteund door de volkslieddeskundige Pollmann, sinds 1937 adviseur van de Koninklijke Vereeniging, in de oprichting van lokale volkszangcursussen een mogelijkheid om het nationaal bewustzijn van het Nederlandse volk te bewaren en te versterken. Door het Nederlandse volkslied hoopten zij "bij te dragen aan onze volkscultuur en daarmee aan de gemeenschap van ons volk", en daarmee een tegenwicht te ontwikkelen voor de gevreesde invloed van de Duitse bezetter.
Tijdens een conferentie in Doorn, augustus 1940, werden met name jongeren uit de (op dat moment door de Duitsers al verboden) r.k. en socialistische jeugdbewegingen voor dit doel gemobiliseerd: er zouden diverse lokale "volkszangcursussen" van de grond worden getild (zulke "cursussen" maakten bij de nieuwe, "volksch"-gerichte machthebbers wel kans!).

## "Doorbraak" in een verzuild Nederland
En zo ging op 26 oktober 1940 in Amersfoort een zanggroep "Het Nederlandsche Lied" van start: als volksliedcursus voor (aanvankelijk) een twintigtal deelnemers, expliciet gericht op de vorming van een kern aan zangleiders. En gezien het tot dan zelden vertoonde samengaan van zowel levensbeschouwelijk als politiek heel uiteenlopende gezindten: een "Doorbraak"-groep avant la lettre. 
Dat koor, informeel ook wel aangeduid als de "Liedgroep", heeft bestaan tot voorjaar 2010, zij het in de laatste fase nogal vergrijsd, en al heel lang niet meer alleen gericht op het Nederlandse volkslied.

## Volksliederen, canons, eenvoudige polyfonie
In de beginjaren evenwel vormden volksliederen - liefst uit het hoofd gezongen - de kern van het door Renske Nieweg opgebouwde repertoire. Daarvoor putte zij uit de in 1938 verschenen AJC-bundels "Bonte Vlucht" 1 en 2, totdat eind 1941 de eerste druk van "Pollmann en Tiggers" uitkwam: Nederland's volkslied. Regelmatig herzien en aangevuld is deze gerenommeerd geworden bundel later in honderdduizenden aantallen, tot diep in de jaren zestig, in het onderwijs gebruikt. Een (te) zeer vernieuwde 19e druk in 1977 - aanvankelijk was ook Renske Nieweg bij die uitgave betrokken - werd evenwel een flop. Hoewel vanaf halverwege de jaren vijftig steeds sterker het accent op meerstemmigheid kwam te liggen, heeft Renske nog tot in de jaren zeventig nieuwe eenstemmige volks- en kinderliederen (uit de bundeltjes van Pollmann, Tiggers en Dien Kes toegevoegd aan het repertoire van de Amersfoortse zanggroep.
Meerstemmigheid kwam in die groep trouwens al vroeg aan de orde, aanvankelijk vooral in de vorm van canons en eenvoudige polyfone zettingen: eigentijdse (van Carla Kohnstamm (1911-2001), Miep Zijlstra, Walther Hensel (1887-1956), Hugo Distler (1908-1942), Ina Lohr (1903-1983), Gerrit de Marez Oyens (1922) en Tera de Marez Oyens (1932-1996) e.a.), zowel als oudere (dan vooral uit de 16e en 17e eeuw: Jacobus Clemens non Papa, Hans Leo Hassler, Thomas Morley, Heinrich Schütz en vele andere componisten).

## Inspiratiebronnen
In deze muziekpraktijk werden mensen als Piet Tiggers en Renske Nieweg mede sterk geïnspireerd door idealen der Duitse "Jugendmusikbewegung", ontstaan in de jaren twintig. Blijmoedige, serieuze gezamenlijke muziekbeoefening, op school, thuis en in de jeugdbewegingen, werd daar gezien als een belangrijke mogelijkheid om een levende humane gemeenschap te ontwikkelen. Een belangrijke rol speelden hier de sociaaldemocratische politicus Leo Kestenberg (1882-1962) en Walther Hensel. Met enkelen uit dat circuit, de vooral ook maatschappelijk en didactisch zeer gedreven Fritz Jöde (1887-1956) en Egon Kraus (1912), heeft Renske na de oorlog vriendschappelijke contacten onderhouden.
Behalve met de Gehrels-didactiek was Renske ook al vroeg in de jaren veertig vertrouwd met een door Jos Lennards (1899-1986) uit Amerika geïntroduceerde methode; die was door Justine Ward, uitgaand van het gregoriaans, ontwikkeld ten behoeve van de liturgische vernieuwing in de r.k. eredienst. In 1928 was door pastoor Henri Vullinghs onder auspiciën van de Nederlandse Sint-Gregoriusvereniging in Roermond een Ward-Instituut opgericht, om personeel van het r.k. basisonderwijs daarin te scholen. Behalve aan gregoriaans werd hierbij ook veel aandacht geschonken aan het volkslied.
Renske moet zich met betrekking tot de Ward-methode zeer herkend hebben in de stelling dat actieve muziekbeoefening primair dient te zijn, en dat van muziekcultuur geen sprake is zolang men zich slechts tevreden stelt met gaan luisteren naar wat enkele virtuozen produceren. Ook in deze werkwijze gaat het er om de jeugd terug te brengen naar een eenvoudige manier van musiceren; didactisch dient men zich af te wenden van "individualistische principes" om zich te richten op "gemeenschapskunst". Renske had duurzame contacten in die kring, waarin we  behalve de musicoloog Jos. Smits van Waesberghe S.J. (1901-1986) onder anderen nog Pollmann, Tiggers en Henri Geraedts (1892-1975) aantreffen. Jos Lennards had, evenals Pollmann, Tiggers, Carla (later: Idenburg-) Kohnstamm, Gerrit Vellekoop (1907-1984) en Dien Kes, in 1940 deelgenomen aan de conferentie in Doorn.

## Levensbeschouwing
Tot aan haar dood overtuigd socialiste, bleef tevens door de jaren heen haar vrijzinnig christelijke achtergrond duurzaam meespelen. Een treffende verwoording van wat haar dreef kan men al aantreffen in een geschrift uit 1944:
"Het gaat er voor ons niet om, om over deze aarde heen te zweven en met Frau Musica in een sfeer van harmonieuze klanken op te stijgen, terwijl deze aarde vergaat. Het gaat er om, of de kunst voor ons, op deze aarde, midden in de realiteit staand, iets is, een kracht. Dat is zij niet, als we haar gebruiken als een borrel of opium, die ons in een roes van kunstgenot brengt, waarin we de wereld vergeten. Dat kan zij alleen zijn als zij 1) ons diepste zelf uitdrukt en tegelijkertijd 2) ons kan brengen over die grens die ons scheidt van het heilige heen, waar wij zagen dat iedere kunst haar eind vindt. Het eerste kan zij wel, maar het laatste dus niet.
Maar kan de religie dit? Ook de religie, ons menselijk zoeken, brengt ons naar de grens van het heilige. En ook zij houdt daar op. Maar daar kan zij grijpen naar een hand die uitgestoken wordt, om het in dit menselijke beeld te mogen zeggen, zoals in het gedicht van Rilke [door Van der Leeuw in zijn betoog aangehaald]. Bij die grens geeft ons menselijk religieus gevoel een antwoord [aan] het Heilige, dat ons riep. God roept en wij antwoorden. Op de grens ontmoeten religie en geloof elkaar.
En daar, maar ook daar allèèn ligt niet ‘een’ mogelijkheid, maar de mogelijkheid, dat ook in de kunst het heilige wordt uitgedrukt. Van ons uit gezien kan dit niet, kan je alleen tot een zwijgende aanbidding komen. Vanuit het geloof is er een mogelijkheid dat God, die in de Bijbel zich openbaarde in het menselijk woord, het schone woord (denk aan de Psalmen en bijvoorbeeld het Johannes Evangelie, die als een gedicht zijn) en die zich aan ons heeft willen openbaren in een menselijke gestalte, dat God ook onze menselijke kunst zal willen gebruiken om er iets van Zijn heiligheid in uit te drukken.

Zo kunnen religie en kunst beide, als zij voor het heilige gestaan hebben, een antwoord worden."— Renske over de verhouding kunst-religie-maatschappelijke werkelijkheid, n.a.v. een voordracht door Wil Waardenburg over G. van der Leeuws Wegen en grenzen reflecterend over dit onderwerp, in haar weergave van Waardenburgs relaas: in haar cahier 'Muziekkamp van de Amersfoortse Ned. Lied groep 22-26 Juli 1944', p. 34-35.

## Taakbesef
Evenals de grote figuren in de Jugendmusikbewegung werd Renske Nieweg gedreven door een sterk maatschappelijk taakbesef. Dat speelde al in haar inzet voor de socialistische jeugdbeweging voor de oorlog; het was een belangrijke en in de Liedgroep herhaald geëxpliciteerde drijfveer in haar werk tijdens de oorlog; en daarna kreeg zij snel kans om ook buiten haar dagelijks werk in het reguliere onderwijs zich lokaal en nationaal in te zetten voor verspreiding en verwezenlijking van haar idealen.

## Lokale en nationale uitstraling
Op haar en haar zanggroep werd in Amersfoort al in de eerste weken na de bevrijding een beroep gedaan. Haar ideaal was niet: concerten geven, maar: mensen actief te laten musiceren - en dat kon in haar woonplaats in praktijk worden gebracht tijdens talrijke officiële zangbijeenkomsten bij allerlei feestelijke gelegenheden.
Vermaard waren onder meer de jaarlijkse kerstliedavonden in de Markthal, tot in de jaren zeventig druk bezocht en breed verslagen in de plaatselijke pers (en af en toe gememoreerd in vakbladen als "Mens en Melodie"). Zij wist daar, met medewerking van haar zanggroep, een zeer gemêleerd, soms duizendkoppig publiek, van jong tot oud, met en zonder instrument gekomen, tot enthousiast én muzikaal verantwoord zingen en spelen te brengen. Ook buiten haar woonplaats werd nogal eens een beroep gedaan op haar en haar groep. Zo werd al in 1945 haar medewerking gevraagd aan bijeenkomsten ter gelegenheid van de stichting van de "Nederlandse Jeugd Gemeenschap" (NJG) in Utrecht en in Rotterdam
Vanaf 28 februari 1946 heeft zij zes jaar lang met haar Liedgroep een tweewekelijks educatief gericht radioprogramma (NCRV, KRO, VARA) verzorgd, waarin volksliederen centraal stonden, maar waarin ook canons en meerstemmige stukken aan bod kwamen.
Landelijke uitstraling had zij verder doordat er rond haar Amersfoortse Liedgroep een zich in de loop der jaren steeds uitbreidende en zich vernieuwende kring ontstond, met jaarlijkse ontmoetingen tijdens Kerst- en Paasvieringen, en tot 1963 in zang- en danskampen op een boerderij op het landgoed Den Treek bij Leusden, aanvankelijk een week in de zomer, later een uitermate gevuld "lang weekend" met Pinksteren. Uit of mede in dit circuit hebben zich een aantal jongeren uiteindelijk tot vakmusici ontwikkeld (onder anderen Jaap van Benthem, Piet Kunst (1930-1996), Leo Meilink, Anneke Pols, Ed Tervooren, Henk Waardenburg). Ook leden uit het vroege stadium van de zanggroep hadden gekozen voor een werkkring in de muziek en al vroeg maakten ook professionele musici deel uit van de Liedgroep (Gillis Dorleijn, Rinus Kuyper, Wil Waardenburg, Ina Lohr e.a.), of of hadden daar vaak zeer intensieve contacten mee. (Onder hen de cantor-organist, dirigent en hoofddocent Schoolmuziek aan het Amsterdamse Conservatorium Jan Boeke (1921-1993), oprichter van het vocaal ensemble Cappella Amsterdam en medewerker aan de Stichting Centrum voor de Kerkzang.)
In 1951 behoorde zij, met haar vriendin, de Gehrels-docente en volksliedonderzoekster Marie Veldhuyzen (1907-1989), Wim Mook, kapelaan Miedema en Gerrit Vellekoop tot de oprichters van de landelijke "Vereniging voor Huismuziek". Ook hier kunnen we spreken van een link met de "oude muziek"-beweging.

## Docentschappen
Renske Nieweg gaf niet alleen les op de Amersfoortse kweekschool, maar was vlak na de oorlog ook een jaar docente op de pas opgerichte opleiding voor werkers in kerkelijke aangelegenheden (wika's): De Horst te Driebergen (later een sociale academie). Verder bestonden er al direct na de oorlog nauwe persoonlijke en vakmatige verbindingen met de in 1946 opgerichte opleiding voor sociaal-pedagogisch werk "Middeloo" te Amersfoort. Tot in de jaren 50 verzorgde Renske Nieweg er de jaarlijkse specialisatieweken muziek; uit haar circuit was onder anderen Wil Waardenburg aan Middeloo verbonden als stafdocente muziek, methodiek en later muziektherapie; talrijke studenten en oud-studenten zongen jarenlang mee in haar liedgroep.
Vele jaren was zij consulente schoolmuziek. In opdracht van de Stichting tot verbetering van het muziekonderwijs op de christelijke scholen in Nederland schreef zij met Jo van Eijnsbergen-van der Kolk, Mieke van Helden en Piet Schoonenboom de handleiding Liedrepertoire voor het basisonderwijs: Het lied als kern van de muzikale vorming (De Toorts, Haarlem 1970), waarvan in 1979 nog een vierde, gewijzigde druk verscheen.
In april 1963 is zij geridderd.
Tot op hoge leeftijd bleef zij muzikaal actief. Zij bleef meezingen in de Liedgroep, nadat zij in oktober 1980 de leiding had overgedragen aan Kees Velthuis (1948-2009; musicus, docent aan de Hogeschool Utrecht: voorheen Middeloo). De landelijke muziekpedagogische ontwikkelingen stemden haar overigens bepaald niet gelukkig; in de late jaren negentig klaagde zij dat "alles wordt afgebroken wat wij zo moeizaam hebben opgebouwd". Zij overleed enkele dagen na haar 91e verjaardag, ten gevolge van een ongelukkige val.

## Enige literatuur
- Renske Nieweg: 'Na 40 jaar'[dode link] (Een beknopte maar voor haar opvattingen verhelderende bijdrage in de jubileumuitgave Het Nederlandse Lied 1940-1980: interne publicatie door een Werkgroep van de gelijknamige Amersfoortse zanggroep, oktober 1980. Deze repertoire-uitgave is niet in de handel, maar de tekst van Renskes artikel zal eerlang op internet beschikbaar komen.
- Jolande van der Klis, Oude muziek in Nederland. Het verhaal van de pioniers 1900-1975. Utrecht, Stichting Organisatie Oude Muziek, 1991.
- Jan Meilof, Een wereld licht en vrij. Het culturele werk van de AJC 1918-1959. Amsterdam, Stichting Beheer \ IISG, 1999.
- L.R.J. ridder Van Rappard, Hoe was het ook weer. Burgemeester voor, tijdens en direct na de bezetting van het Koninkrijk der Nederlanden in de Tweede Wereldoorlog. Deel I. Meppel, Boom-Pers, 1979. - Aldaar: 'Onze actie tot behoud en bevordering van het vaderlandse lied', p. 389-396.
- Koos Vorrink: 'De opvoedkundige betekenis van spel en dans.' Artikelenserie in: Het Signaal, AJC-Maandblad voor lekenspel, muziek, toneel, dans, 1930.
- Jozef Vos: 'De spiegel der volksziel' Volksliedbegrip en cultuurpolitiek engagement in het bijzonder in het socialistische en katholieke jeugdidealisme tijdens het interbellum. - Dissertatie Nijmegen, 1993.
- Els Kloek samenst.: 1001 vrouwen in de 20ste eeuw, pp923vv. - Van Tilt, Nijmegen 2018

## Referentiemateriaal
Er is gewerkt aan een doorzoekbare, op internet toegankelijk gemaakte database waarin een deel van het vele door Renske Nieweg nagelaten documentaire materiaal woordelijk beschikbaar zou zijn, gescand en/of in transcriptie. Zie de bij het lemma genoemde link naar de website Al onze dagen: leven met muziek.
Belangrijke documenten uit Renskes nalatenschap berusten al bij het Internationaal Instituut voor Sociale Geschiedenis te Amsterdam; ander materiaal, waarop nog onderzoek werd gedaan, is eind 2023 overgedragen aan het Amersfoortse Archief Eemland en aan het Nederlands Muziek Instituut te Den Haag. Interessant archiefmateriaal berust ook bij het Meertens Instituut (Amsterdam) en het Katholiek Documentatie Centrum in Nijmegen.
In samenwerking met de Stichting 'Onderzoek AJC' en met medewerking van de NOS heeft in januari en februari 1982 een koor van oud-AJC'ers, aangevuld met jonge mensen, onder leiding van Renske Nieweg in de Hilversumse VARA Studio 1 een programma van 35 typische bij de AJC gezongen strijd- en volksliederen op een langspeelplaat gezet: "de jonge garde" (VARAgram ET 152).